# Thibo Baeten
Thibo Baeten (ur. 4 czerwca 2002 w Aalst) – belgijski piłkarz grający na pozycji napastnika w Rodzie Kerkreade.

## Kariera klubowa

### Początki kariery
Wychowanek klubu Club Brugge, w którym występował w drużynach młodzieżowych i seniorskich Club NXT – klubie–akademii Club Brugge występującym na drugim poziomie rozgrywkowym w Belgii. Przez rok, w sezonie 2021/22 występował także w grupach juniorskich włoskiego klubu występującego w najwyższej lidze włoskiej – Torino FC.

### Belgia i Holandia
Po rocznym pobycie we Włoszech przeniósł się do Holandii, by występować w zespole NEC Nijmegen, występującym wówczas na drugim poziomie w Holandii. Z klubem wywałczył awans do najwyższej ligi w Holandii – Eredivisie. Następnie wrócił do Belgii przenosząc się za zasadzie wypożyczenia do K Beerschot VA występującym wówczas na drugim poziomie belgijskim. Tam w 30 meczach strzelił 13 bramek po czym podpisał kontrakt z zespołem. Tego samego lata został sprzedany za kwotę 400 tys. euro do klubu holenderskiej ekstraklasy – Go Ahead Eagles. W klubie rozegrał pełen sezon. Następnie ponownie wypożyczany na drugi poziom holenderski, do klubu Roda JC Kerkrade. Tam w 34 meczach ligowych zdobył 7 bramek i powrócił do klubu z Deventer.

## Kariera reprezentacyjna
Zawodnik od najmłodszych lat powoływany do belgijskich reprezentacji narodowych. Pierwsze powołania i mecze rozegrał w ramach reprezentacji Belgii do lat 15. Występował także w kategoriach wiekowych U–17, U–18, U–19 i U–21.